# Saundra Santiago
Saundra Santiago (Bronx, 13 de abril de 1957) é uma atriz americana, mais conhecida por seu papel na série Miami Vice.

## Biografia
Descendente de porto-riquenhos e cubanos, Saundra nasceu em Nova Iorque, mas foi criada em Homestead, Flórida.
Entre os papéis mais marcantes na carreira de Saundra, destacam-se o da Detetive Gina Calabrese, na série Miami Vice, um mega-sucesso da TV durante a década de 80, e o da vilã Carmen Santos, na novela The Guiding Light.
Além desses dois papéis, Saundra também conseguiu ter uma participação recorrente na premiada série The Sopranos, na pele de Jeannie Cusmano.
Outros trabalhos de Santiago na TV, incluem partipações especiais, em filmes e séries, como NY Undercover, Law & Order, Damages e Cashmere Mafia.
No cinema, participou de filmes, como A Loucura do Ritmo, produzido por Harry Belafonte, Carlito's Way (br: O Pagamento Final), de Brian DePalma e 25th Hour (br: A Última Noite), de Spike Lee.
Saundra Santiago é Bacharel em Artes pela Universidade de Miami, e Mestre em Artes pela Universidade Metodista Meridional.

## Carreira

### Televisão
- Miami Vice (1984-1989)
- With Hostile Intent (br: Intenção Hostil) (1993)
- Law & Order (1992 e 2004)
- NY Undercover (1995)
- To Sir, with Love II (br: Ao Mestre com Carinho 2) (1996)
- The Guiding Light (1999-2002)
- The Sopranos (1999-2007)
- The Promise (2006)
- Damages (2007)
- Cashmere Mafia (2008)

### Cinema
- 25th Hour (br: A Última Noite) (2002)
- Hi-Life (br: Entrando na Maior Fria) (1998)
- Nick and Jane (br: Nick e Jane) (1997)
- Carlito's Way (br: O Pagamento Final) (1993)
- Beat Street (br: A Loucura do Ritmo) (1984)